# Лай Чансин
Лай Чанси́н (кит. упр. 赖昌星, пиньинь Lài Chāngxīng, р. 1958) — китайский предприниматель, приговорённый к пожизненному заключению за контрабанду и дачу взяток в особо крупных размерах.

## Биография
Лай родился в деревне в провинции Фуцзянь в семье мелкого чиновника. В 1979 он основал одно из первых частных предприятий в провинции, занимавшееся производством автозапчастей. В 1991 он переехал в Гонконг, благодаря тому, что один из его друзей, живший в Гонконге усыновил его, что позволило ему получить гонконгское гражданство. Лай основал торговую фирму, занимавшуюся торговлей между Гонконгом и Сямэнем. В 1994 он основал группу компаний Юаньхуа, которая начала работать в Сямэне, ставшем особой экономической зоной. Наладив хорошие отношения с местной партийной и государственной элитой, Лай развернул крупный бизнес.
Через несколько лет Лая обвинили в контрабанде в особо крупных размерах. Утверждается, что он был причастен к контрабандному ввозу в КНР нефти, автомобилей, сигарет и различных других товаров общей стоимостью 53 миллиарда юаней (6,38 миллиарда долларов). В результате этих махинаций казна недосчиталась порядка 30 миллиардов юаней (3,6 миллиарда долларов).
Взятки от Лая получали руководители местной таможни, полиции, муниципалитета и коммунистической партии, а также некоторые генералы НОАК.. Кроме этого Лай оплачивал любовниц для коррумпированных чиновников и даже содержал для них специальный публичный дом. Группа Юаньхуа построила в Сянмэне 88-этажный небоскреб, который стал самым высоким зданием города. Для местной полиции Лай покупал новые автомобили и мотоциклы, оплатил ремонт тренировочного центра.
Несмотря на то, что Лай стал «коррупционером номер один» и самым разыскиваемым беглецом, в 1999 Лай сумел выехать в Канаду вместе со своей женой, используя гонконгский паспорт. В Канаде Лай поселился в Ванкувере и подал прошение о предоставлении политического убежища.
Среди многих китайцев Лай приобрел славу «благородного разбойника» сумевшего обмануть власти и щедрого по отношению к беднякам. Защитники Лая также утверждают, что в его коммерческой деятельности не было бы ничего незаконного в условиях рыночной экономики, и все его преступления являются преступлениями только в рамках коммунистической системы.
Власти КНР требовали от Канады выдачи Лая. Канадский суд отказал ему в статусе политического беженца. С целью добиться выдачи Лая власти КНР пообещали, что в случае его выдачи ему не будет вынесен смертный приговор.
В провинции Фузцянь около 100 человек получили различные сроки по обвинениям в коррупции, связанным с деятельностью Лая Часина. Нескольким были вынесены смертные приговоры.
В 2011 году Канада выдала Лая Китаю, где в 2012 году он был приговорён к пожизненному заключению.